# Stari trg, Ljubljana
Stari trg je trg v starem mestnem jedru Ljubljane. 

## Lega
Na severu se povezuje z ulico Pod trančo in Mestnim trgom, na jugu pa z Levstikovim in Gornjim trgom. Leži vzporedno z Gallusovim nabrežjem in reko Ljubljanico pod vznožjem Grajskega griča. Proti jugu vodi ulica Reber (nekoč imenovana »Steza norcev«) na Ljubljanski grad.

## Zgodovina
Kot pove že samo ime, je Stari trg najstarejši trg v Ljubljani. Prvotno je zajemal tudi območje Levstikovega trga in zemljišče pred šentjakobsko cerkvijo. V srednjem veku so ta del mesta posedovali cistercijani iz Kostanjevice na Krki in Stične.

## Znamenitosti trga

### Hiše
Hiše, ki stojijo ob trgu, danes predstavljajo mešanico srednjeveške in baročne arhitekture, kar je posledica potresov in požarov, ki so prizadeli Ljubljano. Zgodovinsko najpomembnejše so:
- Stari trg 2 - Črnomaljski dvorec, Pod Trančo - nekdaj zapori
- Stari trg 4 - Valvasorjeva hiša, nekdaj mestna pekarna in skladišče; domnevalo se je, da se je tu rodil polihistor Janez Vajkard Valvasor
- Stari trg 9 - Erbergova hiša (baročno stopnišče in fasada)
- Stari trg 11a - Schweigerjeva hiša, tudi hiša Lili Novy - rokokojska fasada
- Stari trg 34 - Stiški dvorec, danes Akademija za glasbo v Ljubljani

Na trgu je bil tudi jezuitski kolegij, ki pa je leta 1774 pogorel. Na pogorišču je nastal današnji Levstikov trg.

### Vodnjak
Med znamenitosti trga spada še Herkulov vodnjak, ki je bil ponovno postavljen v 90. letih 20. stoletja kot replika vodnjaka iz 17. stoletja, ob katerem je stala tudi mogočna lipa (posekana v 17. stoletju). Spomin na lipo se je ohranil tudi v Prešernovi pesmi »Povodni mož« (»Na Starem so trgu pod lipo zeleno trobente in gosli, in  cimbale pele« ...). Pesem pripoveduje o možu, ki naj bi odplesal z dekletom (Urško) po današnji Stiški ulici in jo odvlekel v reko Ljubljanico. Pred Prešernom je po ustnem izročilu dogodek opisal Valvasor v delu Slava vojvodine Kranjske in ga datiral v leto 1547. Ob vodnjaku je zapisana pesem Janeza Menarta o minljivosti z nagovorom k uživanju življenja.

## Slike pomembnejših stavb
- Stari trg 4:
Valvasorjeva hiša
- Stari trg 11a:
Schweigerjeva hiša, kjer je večino življenja preživela pesnica Lili Novy
- Stari trg 34:
Stiški dvorec (danes Akademija za glasbo v Ljubljani), v ospredju je Herkulov vodnjak